# 덱스터 플레처
덱스터 플레처(Dexter Fletcher, 1966년 1월 31일 ~ )는 잉글랜드의 배우, 영화 감독이다.

## 출연 작품

### 감독
- 와일드 빌 (2011)
- 선샤인 온 리스 (2013)
- 독수리 에디 (2016)
- 보헤미안 랩소디 (2018)
- 로켓맨 (2019)
- 고스팅 (2023)

### 배우
- 레이어 케이크 - 코디 역
- 호텔 바빌론
- 밴드 오브 브라더스
- 록 스탁 앤 투 스모킹 배럴즈
- 에이지 오브 킬
- 더 커븐 - 미스터 쉬어즈 역
- 잇 로컬 - 댓처 역
- 터미널